# Trollius ranunculoides
Trollius ranunculoides är en ranunkelväxtart som beskrevs av William Botting Hemsley. Trollius ranunculoides ingår i släktet smörbollssläktet, och familjen ranunkelväxter. Inga underarter finns listade i Catalogue of Life.